# Municipalità di Akhalgori
La municipalità di Akhalgori è una municipalità della Georgia, appartenente alla regione di Mtskheta-Mtianeti, nell'Ossezia del Sud.